# Creede
City of Creede es un pueblo ubicado en el condado de Mineral en el estado estadounidense de Colorado. En el Censo de 2010 tenía una población de 290 habitantes y una densidad poblacional de 165,39 personas por km².

## Geografía
City of Creede se encuentra ubicado en las coordenadas 37°51′12″N 106°55′38″O / 37.85333, -106.92722. Según la Oficina del Censo de los Estados Unidos, City of Creede tiene una superficie total de 1.75 km², de la cual 1.75 km² corresponden a tierra firme y (0%) 0 km² es agua.

## Demografía
Según el censo de 2010, había 290 personas residiendo en City of Creede. La densidad de población era de 165,39 hab./km². De los 290 habitantes, City of Creede estaba compuesto por el 97.24% blancos, el 0.69% eran afroamericanos, el 0.34% eran amerindios, el 0% eran asiáticos, el 0% eran isleños del Pacífico, el 0% eran de otras razas y el 1.72% pertenecían a dos o más razas. Del total de la población el 2.07% eran hispanos o latinos de cualquier raza.